# 華霞菱
華霞菱（1918年4月8日—2015年9月7日），天津人，中華民國台灣地區兒童文學作家，幼稚教育和國語文教育家。

## 生平
華霞菱，小學畢業於北平香山慈幼院二校，初中畢業於北平香山慈幼院幼稚師範學校初中部，1941年畢業於北平市立師範學校，任北師附小教師，1947年赴台。曾任教台北育幼院、台灣省立新竹師範學校附属國民小學幼稚園主任、臺灣省立臺北師範專科學校附屬國民小學教師及《幼兒教育月刊》主编，投注一生心力於幼稚教育。長期創作兒童文學，尤擅兒歌寫作，著作包括知名童書「顛倒歌」等，曾兩度獲得中華兒童叢書最佳寫作金書獎。